# Brouwerij Lecocq
Brouwerij Lecocq is een voormalige brouwerij die was gelegen in de Statiestraat 8 te Sinaai en was actief van 1899 tot 1943.

## Geschiedenis
De brouwerij werd opgericht in 1899 door Polydore Lecocq. Zijn weduwe nam de brouwstaaf over bij zijn overlijden in 1906. Vanaf 1925 wijzigden de kinderen de brouwerij in een NV. Eén van de kinderen, dochter Maria Lecocq huwt met Hubert Boelens van de Brouwerij Boelens-De Meester.
In 1943 worden mede onder druk van de oorlog het brouwen gestaakt. 
Momenteel ligt op de brouwsite een woonwijk. 